# Ujung Harapan
Ujung Harapan is een bestuurslaag in het regentschap Simeulue van de provincie Atjeh, Indonesië. Ujung Harapan telt 552 inwoners (volkstelling 2010).